# Mięsień pierścienno-tarczowy

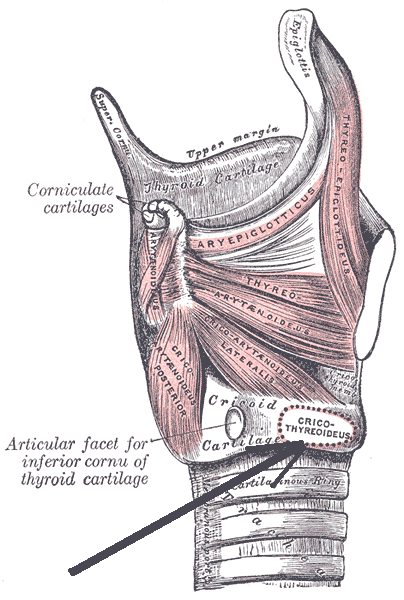
Miejsce przyczepu mięśnia pierścienno-tarczowego oznaczone strzałką

Mięsień pierścienno-tarczowy (ang. cricothyroid muscle, łac. musculus cricothyroideus) – w anatomii człowieka mięsień krtani, jeden z dwóch mięśni napinających fałdy głosowe oraz jedyny zaliczany do powierzchownych mięśni krtani.

## Budowa
Rozpoczyna się na powierzchni zewnętrznej łuku chrząstki pierścieniowatej, a kończy się na dolnym brzegu płytki chrząstki tarczowatej. W okolicy przyczepu końcowego dzieli się na dwie części: część prostą, która biegnie pionowo ku górze oraz część skośną, która biegnie silnie skośnie ku tyłowi.

## Unerwienie
Podczas gdy inne mięśnie krtani są unerwione przez nerw krtaniowy dolny, mięsień pierścienno-tarczowy jest unerwiony przez gałąź zewnętrzną nerwu krtaniowego górnego (oba te nerwy są jednak odgałęzieniami nerwu błędnego i mogą łatwo ulec uszkodzeniu podczas zabiegów operacyjnych).

## Funkcja
Przy ustalonej chrząstce tarczowatej unosi łuk chrząstki pierścieniowatej, jednocześnie więc pochyla chrząstki nalewkowate ku tyłowi. Przy ustalonej chrząstce pierścieniowatej, jego skurcz pochyla chrząstkę tarczowatą do przodu. W obu przypadkach następuje wydłużenie wargi głosowej, więzadła głosowego i mięśnia tarczowo-nalewkowego wewnętrznego, co podczas wydawania dźwięków powoduje przejście do tonów wyższych.